# La Puye
La Puye település Franciaországban, Vienne megyében. Lakosainak száma 604 fő (2022. január 1.). La Puye Archigny, La Bussière, Lauthiers, Paizay-le-Sec, Saint-Pierre-de-Maillé és Sainte-Radégonde községekkel határos.

## Népesség
A település népességének változása:
| Lakosok száma | 611  | 621  | 623  | 606  | 598  | 599  | 600  | 601  | 604  |
|               | 2013 | 2015 | 2016 | 2017 | 2018 | 2019 | 2020 | 2021 | 2022 |